# Округ Луис (Кентаки)
Округ Луис (енгл. Lewis County) је округ у америчкој савезној држави Кентаки.

## Демографија
По попису из 2010. године број становника је 13.870, што је 222 (-1,6%) становника мање него 2000. године.
| Група             | 2000.          | 2010.          |
| Белци             | 13.891 (98,6%) | 13.650 (98,4%) |
| Афроамериканци    | 29 (0,2%)      | 37 (0,3%)      |
| Азијати           | 4 (0,0%)       | 8 (0,1%)       |
| Хиспаноамериканци | 62 (0,4%)      | 78 (0,6%)      |
| Укупно            | 14.092         | 13.870         |